# Lundby (Svendborg)
Lundby is een plaats in de Deense regio Zuid-Denemarken, gemeente Svendborg. De plaats telt 292 inwoners (2008).